# Леблон, Жан-Батист
Жан-Бати́ст Алекса́ндр Лебло́н (фр. Jean-Baptiste Alexandre Le Blond; Лё-Блон; 1679, Франция — 10 марта 1719 года, Санкт-Петербург) — французский архитектор и мастер садово-парковой архитектуры, с 1716 года и до смерти — главный архитектор Санкт-Петербурга, автор Генерального плана 1717 года и «образцовых» домов.

## Биография
Жан-Батист Александр Леблон родился в семье Жана Леблона (1635—1709), придворного живописца, члена Королевской академии живописи и скульптуры, который также был торговцем гравюрами в своей лавке À la Cloche d’Argent на мосту Сен-Мишель в Париже, мать будущего художника — Жаннa д’Эу. Жан-Батист Александр учился рисовать, копируя гравюры орнаменталистов из собрания отца, особенно Жана Лепотра.
Первым наставником Жана-Батиста в области архитектуры был его дядя, брат матери Жан Жирар, управляющий постройками (intendant des bâtiments) герцога Филиппа I Орлеанского. По свидетельству Жака-Франсуа Блонделя учителем Жана-Батиста в области садово-паркового искусства стал Андре Ленотр. Однако, по сведениям Антуана-Жозефа Дезалье д’Аржанвиля, Леблон был учеником Жирара, но не учился у Андре Ленотра.
Начало работы Леблона в Париже было связано с рисованием и теорией архитектуры. В 1706 году он подготовил несколько рисунков для гравюр издания Мишеля Фелибьена «Истории королевского аббатства Сен-Дени» (L’Histoire de l’abbaye de Saint-Denis, 1706). Он был автором не только всех рисунков, но и большей части текста книги, изданной под названием «Дезалье д’Аржанвиль: Теория и практика садоводства» (Dezallier d’Argenville: La Théorie et la pratique du jardinage, 1709). Книга была переиздана во многих странах, что принесло Леблону международную известность. В 1710 году Леблон с тем же издателем подготовил переиздание «Курса архитектуры» О.-Ш. де Авиле, впервые опубликованного в 1691 году. Он добавил новые главы и листы, касающиеся распределения и украшения интерьеров. Роль, которую он сыграл в конце 1700-х — начале 1710-х годов в публикации подобных произведений, ставит Леблона в «число создателей современной французской архитектуры».
В Париже Жан-Батист Леблон построил несколько частных особняков, в частности отель Клермон на улице Варенн и отель Вандом на улице д’Анфер (ныне бульвар Сен-Мишель). Он выполнил комплект чертежей, датированных 1699 годом, для знаменитого каскада и бассейна с фонтаном в королевском парке Сен-Клу. Он составил планы и начал строительство архиепископского дворца Ош (palais archiépiscopal d’Auch). Дворец был построен между 1750 и 1770 годами для монсеньора Жана-Франсуа де Монтийе де Грено в строгом соответствии с планами Леблона. Этот памятник XVIII века, ныне занимаемый префектурой Жер, способствует художественному престижу города.
Леблону также приписывают планы главной лестницы коллегиума Салинис д’Ош, бывшего коллегиума иезуитов, учебного заведения, основанного в 1543 году и расположенного в двух шагах от собора Сен-Мари и дворца архиепископа.
Проекты французского архитектора были уютными и функциональными. Он стал использовать нишу в спальне для кровати — альков, революционное для того времени нововведение. Вместо неудобных табуретов ввёл моду на диваны и кушетки. Леблон установил различия между государственными (парадными) апартаментами (appartements de parade) и частными (удобными) апартаментами (appartements de commodités), он ввёл моду на маленькие каминные полки, которые заняли место больших по итальянской моде, популярных в предыдущем столетии. Эти и другие новации характерны тщательно продуманной конструкцией и утонченной изысканностью декора, которые возвещают о наступлении эстетики «стиля рокайль». Ещё одним новшеством Леблона стал современный туалет, избавивший от необходимости использовать дурно пахнущее судно.

## Работа в России
В начале июня 1716 года стараниями Конона Зотова Леблон прибыл в Пирмонт (Нижняя Саксония), где встретился с гостившим там русским царём Петром I, и царь «три дня, не отвлекаемый ничем, провёл с ним в обсуждении будущих архитектурных предприятий в Петербурге… сумел оценить дарование этого замечательного архитектора» и велел через А. Д. Меншикова заключить с Леблоном контракт на работу в России. После Андреаса Шлютера, скончавшегося в северной столице в июне 1714 года, Леблон был «самым именитым европейским зодчим», работавшим в Санкт-Петербурге. Леблон прибыл в качестве «генерал-архитектора» с семьёй и целым штатом мастеров, организовал семнадцать мастерских, но «своим высокомерием, нетерпимостью к иным взглядам и мнениям сразу же сумел вызвать неприязнь других архитекторов и губернатора Меншикова. Невозмутим был только Трезини, целиком поглощённый своими делами» .
Леблон был представителем французского академического классицизма, человеком огромной эрудиции и сразу же поразил царя Петра своей энергией и организаторским талантом, вероятно, он сумел угадать желание Петра сделать из Петербурга «нечто грандиозное». Именно поэтому царь создал для него звание генерального архитектора, поручив ему все работы по планированию и строительству в Санкт-Петербурге, Петергофе и Стрельне. Его жалование составляло пять тысяч рублей (для сравнения — жалование Трезини за всю его карьеру в России никогда не превышало одной тысячи рублей в год). Однако сделать Леблону довелось очень мало и от «архитектуры Леблона сохранилось до наших дней ещё меньше, чем от шлютеровской» .
Огромная ответственность, по-видимому, устраивала Леблона, который быстро продумал структуру города. В 1717 году он разработал Генеральный план Санкт-Петербурга с центром на Васильевском острове. Следуя мечтаниям Петра о геометрически-распланированном («регулярном») городе с центром на Васильевском острове, Леблон представил Санкт-Петербург идеальным эллипсом, расчерченным геометрической сеткой улиц-каналов, окружённым крепостными стенами и бастионами и с Петропавловской крепостью на восточной оконечности. Вначале именно Васильевский остров предполагалось сделать центром будущего города. Однако сама топография дельты Невы препятствовала такому решению, «город рос сам собой» в основном на Адмиралтейской стороне и со временем был принят более прагматичный план Доменико Трезини и П. М. Еропкина, но проекты Леблона оставались влиятельными вплоть до правления Екатерины Великой. План Леблона — утопический идеальный город итальянского Возрождения, и, одновременно, он отражал идеи регулярности, присущие многим проектам Королевской академии архитектуры в Париже.
Леблон вместе с учеником Трезини М. Г. Земцовым разработал подробный план Летнего сада, объединивший территории будущего Марсова поля, Михайловского сада и участка, где позднее поднимется деревянный Летний дворец Елизаветы Петровны. В основу планировки был положен собственноручный рисунок царя Петра.
Леблон разрабатывал проект дворца и парка в Стрельне — «русской Версалии». Принимал участие в строительстве Петергофа, где занимался планировкой верхнего парка, проектированием и строительством Большого Петергофского дворца и отделкой дворца Монплезир. Занимался оформлением интерьеров Летнего дворца Петра I, руководил санкт-петербургской Шпалерной мануфактурой.
Также известен выполненный Леблоном «образцовый» чертёж домов для застройки набережных реки Невы (долгое время ошибочно приписываемый Доменико Трезини).
Это был проект двухэтажного дома с фасадом «на семь осей» (то есть на шесть окон, по три с каждой стороны, и дверь в центре) и высокой крышей. К этому проекту царь дал комментарий: «…И понеже по Леблоновым чертежам во всех палатных строениях, а особливо в Петербургских домах окны зело велики, а шпанцы меж ними зело малы, чего для ему объявите, чтобы в жилых полатах конечно окны меньше делал, а в салах как хочет, понеже у нас не французский климат».
И. Э. Грабарь называл чертежи, выполненные Леблоном, «прелестными», сделанными с «изумительным мастерством» и они со временем «породили бы целый стиль, совершенно иной нежели мансаровский или блонделевский», отмечая, что такая архитектура «сумела увлечь царя». Однако есть свидетельства о том, что стиль архитектуры Леблона «вызывал у царя раздражение» и «Петру не нравились его проекты», поскольку не импонировали голландско-немецким вкусам царя. Кроме того, элементы декора в проектах Леблона уже успели впитать в себя модные в то время стили французского Регентства и наступающего рококо, чем, возможно, объясняется их «прелестность». Тем не менее, остаётся фактом, что первые планы Леблона легли в основу последующих перестроек императорских дворцов в Санкт-Петербурге и пригородах, прежде всего Б. Ф. Растрелли и его помощниками.
Леблон, обстоятельный мастер, был к тому же нетороплив, если верить рассказу Якоба Штелина, раздражённый и нетерпеливый царь (спровоцированный Меншиковым ложным доносом о вырубке деревьев в петергофском парке) однажды при всех выбранил Леблона и ударил его (французского дворянина и королевского архитектора) палкой. Оскорблённый мастер, «столько был поражён сим приключением, что непрестанно после того был болен и умер в следующем году».
На самом деле Леблон скончался от оспы 10 марта 1719 года. Похоронен на иноверческом кладбище при Сампсониевском соборе. Его могила не сохранилась

## Историческое наследие
Известно о двух сохранившихся домах, построенных в Санкт-Петербурге по типовому проекту Леблона. В обоих случаях здания были возведены уже после смерти автора под руководством других архитекторов.
- Подворье Александро-Невской Лавры (7-я линия Васильевского острова, дом № 12). Здание было построено в 1720—1726 годах архитекторами Доменико Трезини и Т. Швертфегером по чертежам Леблона. До наших дней здание дошло с перестройками: был срезан балкон на уровне второго этажа, полностью заменены чердачные стропила. Вместо сложной двухуровневой крыши с переменным углом наклона здание получило двускатную крышу обычной конструкции. Также, осталось только по два слуховых окна с каждой стороны вместо шести, предусмотренных проектом Леблона.
- Особняк Боткина (Набережная Лейтенанта Шмидта, дом № 41). Здание было построено в 1720-е гг. по переработанному образцовому проекту Леблона, руководил строительством Доменико Трезини. В конце XVIII — начале XIX в. дом частично перестроен — вход, который по замыслу Леблона должен был находиться со стороны фасада (со стороны набережной) был заложен кирпичом, крыльцо разобрано, а вместо него был сделан вход со стороны 18-й линии В. О.. Фасады здания были переоформлены в стиле классицизма. Позже, в 1883 году архитектор Бруни А. К. ещё раз перестроил дом в традициях эклектики. В настоящее время в здании располагается музей-институт семьи Рерихов.
- Особняк Бракгаузен (Набережная Лейтенанта Шмидта, дом № 3, лит. А). Особняк был построен в 1720-х по проекту Леблона, в первой половине XVIII века владельцем являлся Конон Зотов. В первый раз дом был перестроен в 1823 году под руководством архитектора Викентия Беретти для новой хозяйки — А. М. Бракгаузен. С того же года в здании проживал будущий 15-й президент США Джеймс Бьюкеннен. В 1872—1873 годах была проведена вторая перестройка дома, на этот раз под руководством зодчего Роберта Гёдике для коммерсанта Людвига Эстеррейха. В настоящее время особняк пустует, готовится проект реставрации[19][20].

## Память
В 1995 году на месте не сохранившегося кладбища у Сампсониевского собора в Санкт-Петербурге, где был похоронен архитектор, был открыт памятник «Первостроителям Санкт-Петербурга», посвящённый его авторами архитектором В. Б. Бухаевым и скульптором М. М. Шемякиным, в частности, Леблону.

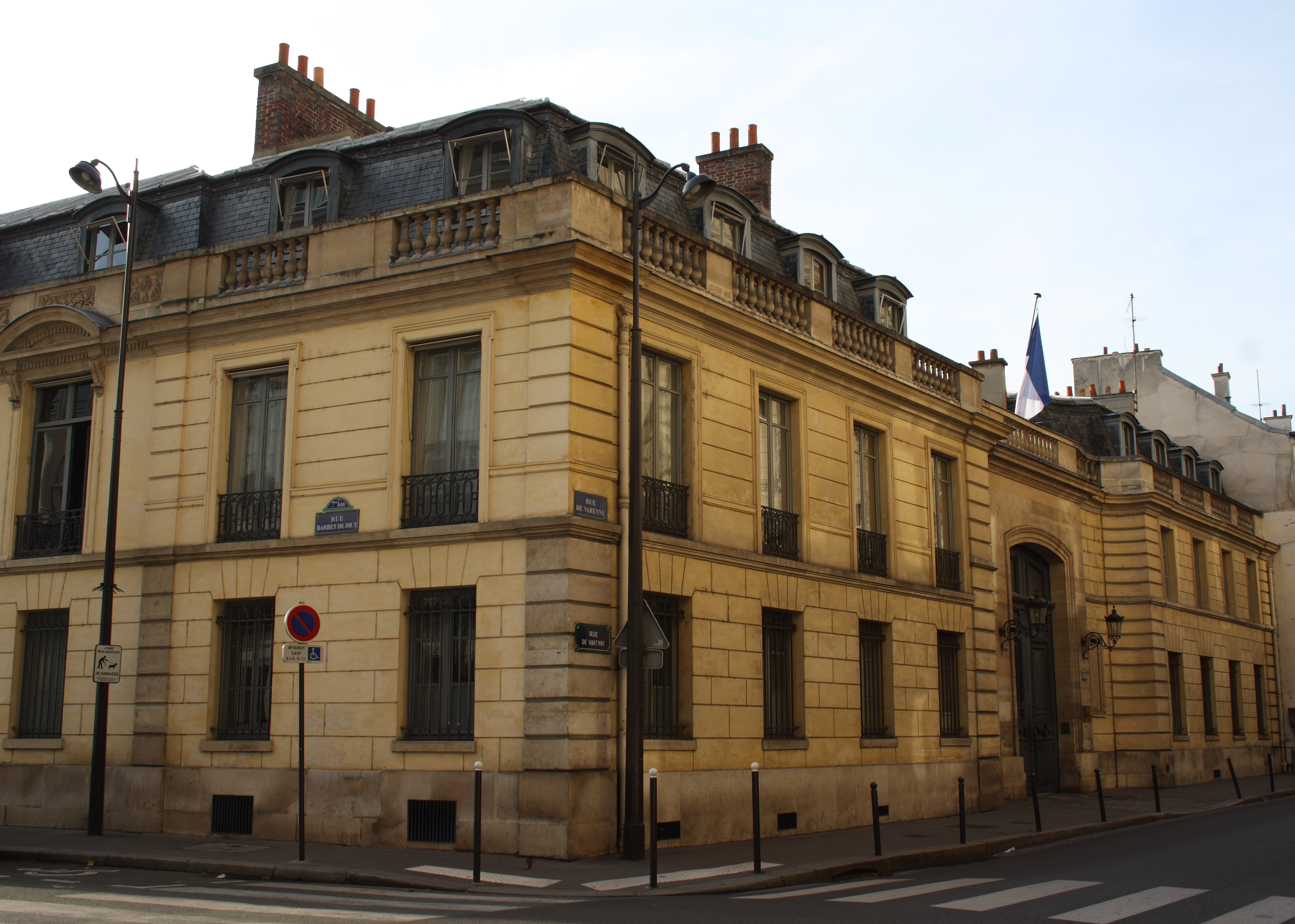
Отель Клермон. Ок. 1700. Париж
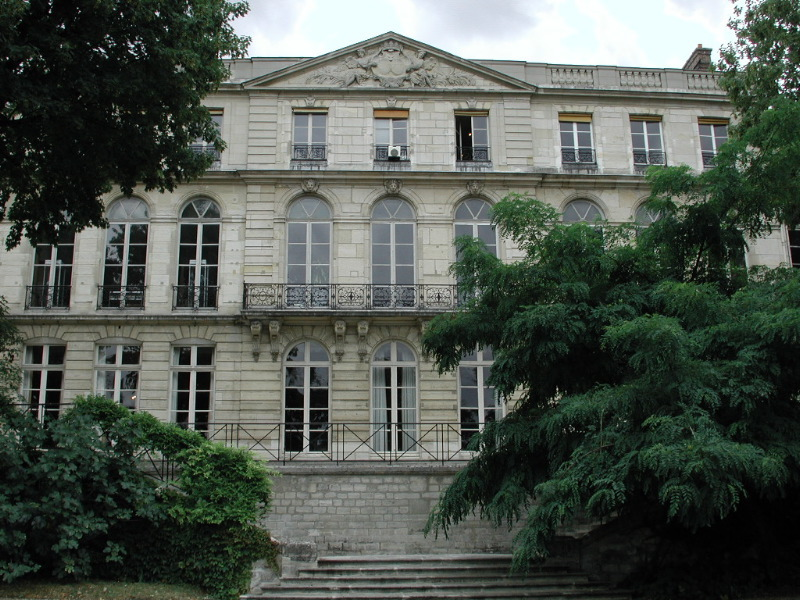
Отель Вандом. Вид со стороны сада. 1707. Париж
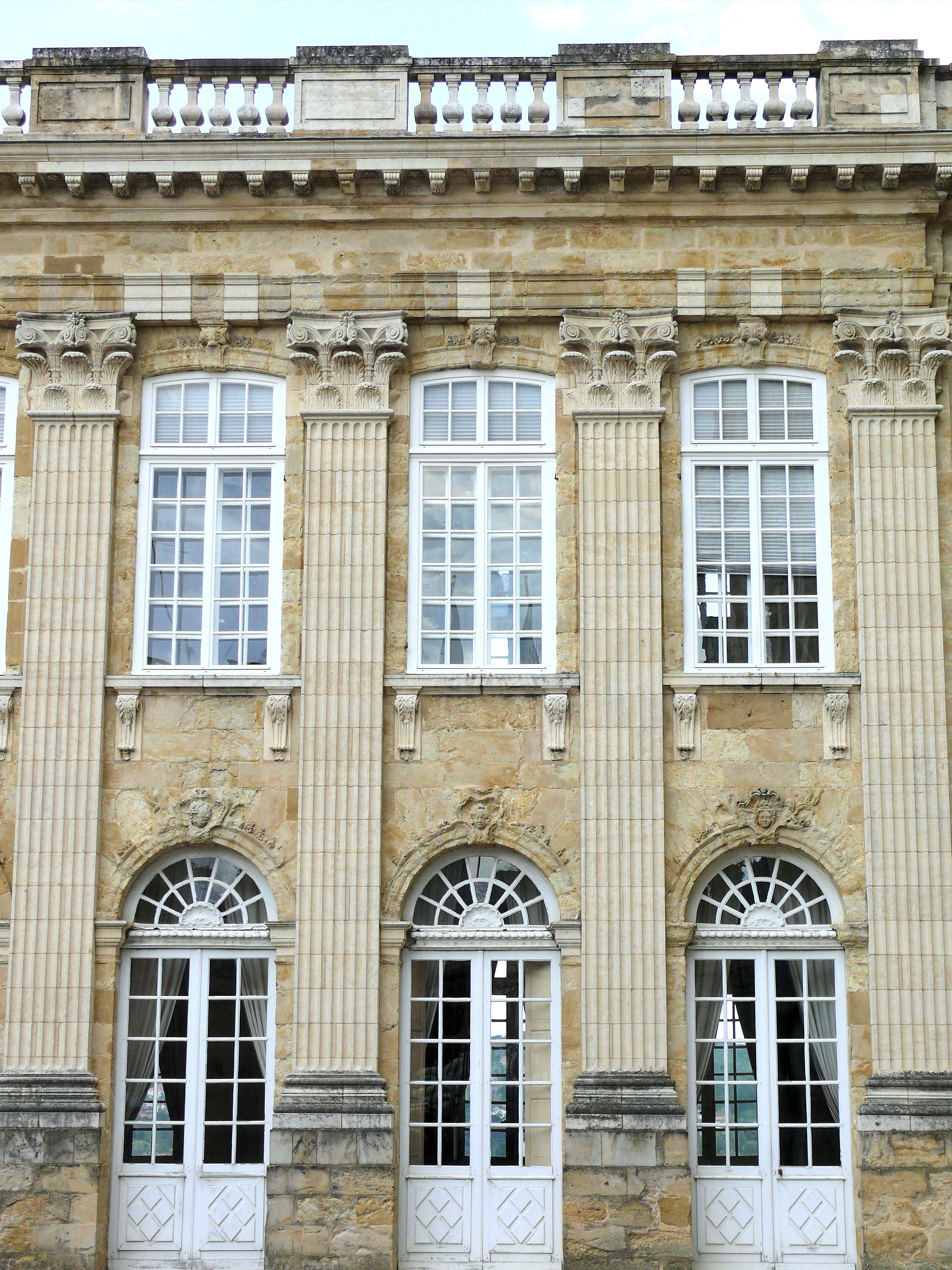
Архиепископский дворец Ош. Деталь фасада. Проект ок. 1710
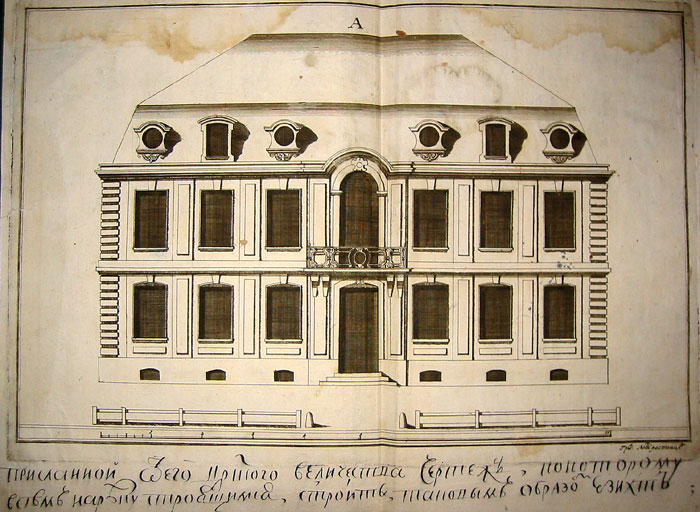
Образцовый проект «Дома для именитых». 1716—1717
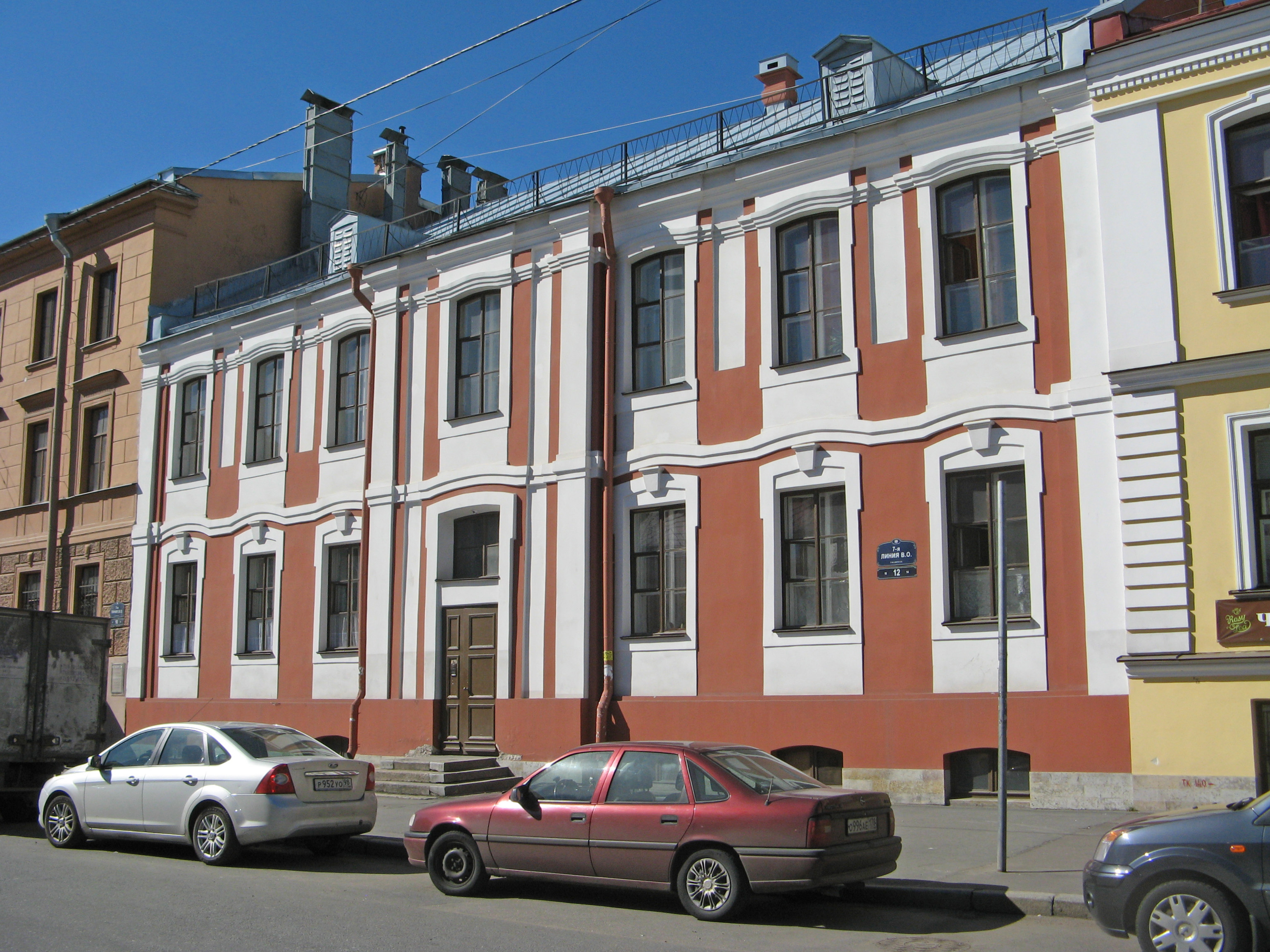
Подворье Александро-Невского монастыря. Васильевский остров, 7-я линия 12. Проект Ж.-Б. Леблона, строительство Д. Трезини и Т. Швертфегера
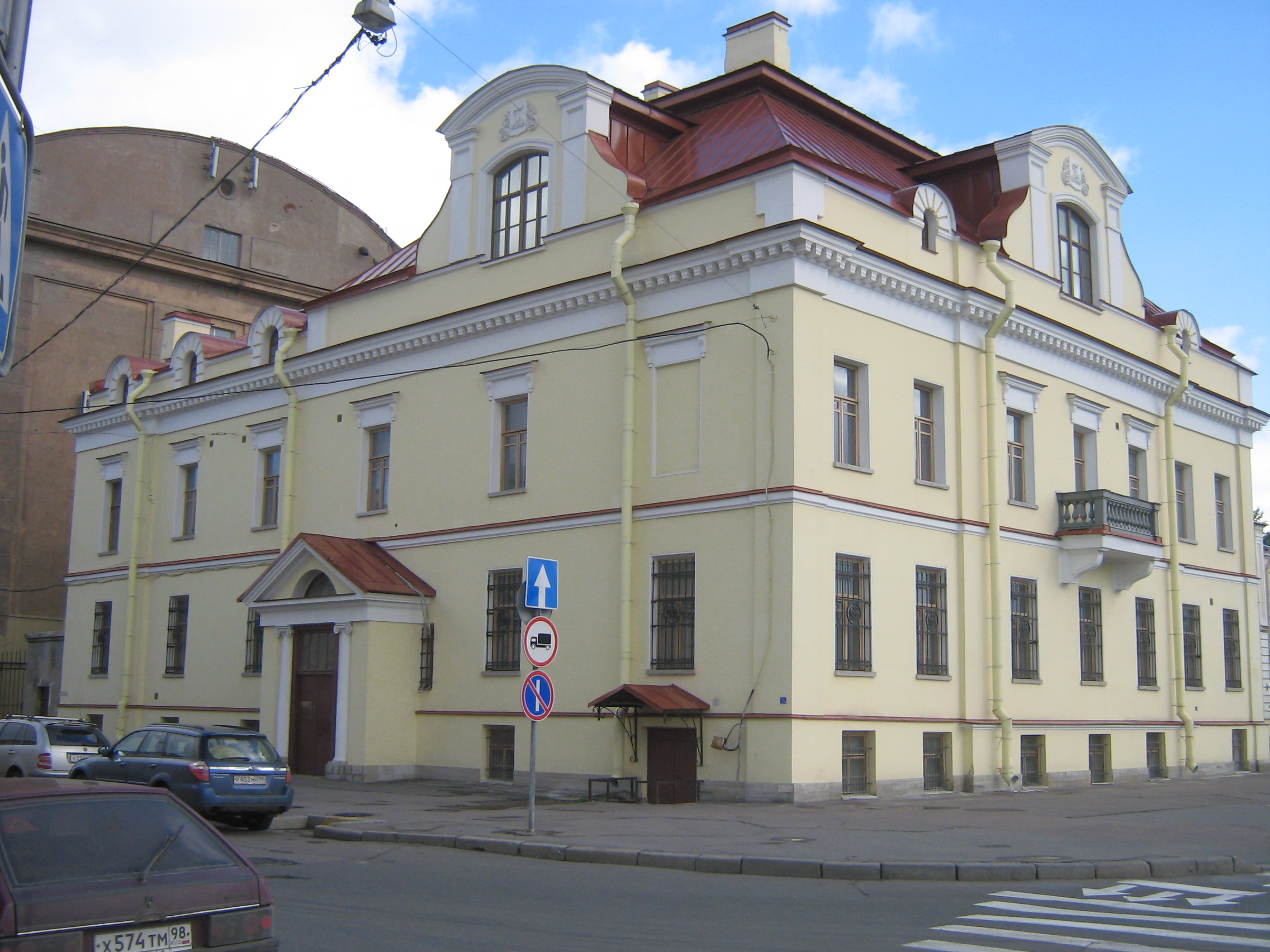
Набережная Лейтананта Шмидта, 41. Музей-институт семьи Рерихов в Санкт-Петербурге
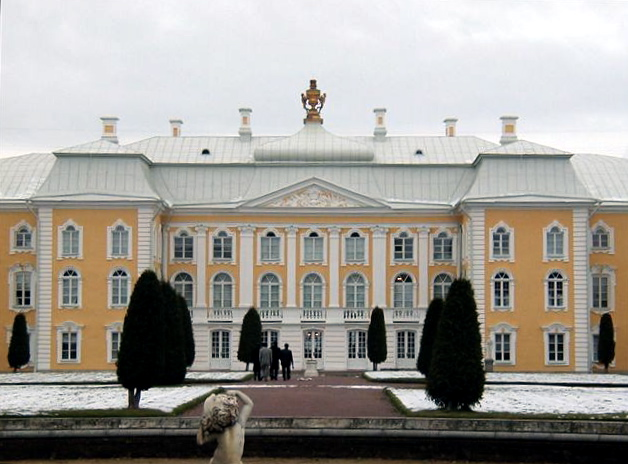
Большой дворец в Петергофе. Центральный корпус со стороны Верхнего сада. Постройка Б. Ф. Растрелли